# Conceição do Almeida
Conceição do Almeida é um município brasileiro do estado da Bahia que se encontra situada na região geográfica do Recôncavo Baiano.

## História
A história da formação do contemporâneo núcleo urbano de Conceição do Almeida tem suas origens em um povoado surgido durante o século XIX ao redor de uma capela construída sob a invocação de Nossa Senhora da Conceição que se encontrava situada no município de São Bartolomeu de Maragogipe. Este núcleo populacional passou a ser conhecido inicialmente como Capela do Almeida pelo fato da construção religiosa ter sido erguida em terras doadas por Antonio Coelho D’Almeida Sande, o patriarca da família Almeida Sande, proprietária de latifúndios na região do Recôncavo Baiano.
Em 1868, uma colônia de imigrantes italianos originários de Rofrano, uma aldeia camponesa situada na província de Salerno (Região italiana da Campânia), foi implantada no território pertencente à Freguesia de Conceição do Almeida para formar o arraial de São Francisco de Mombaça, o qual seria composto por famílias que continuariam no município, tais como a Coni, a Monaco, a Rossini, a Pilligrini e a Dantuani.
Em 23 de março de 1872, a então Freguesia de Conceição do Almeida passou teve uma mudança institucional com a criação do Distrito de Conceição do Almeida pela Lei Provincial nº 1.872/1872, sendo que esse distrito permaneceu subordinado aos municípios de Maragogipe e, a partir de 1880, de São Filipe.

### Emancipação do Município
A emancipação político-administrativa em relação a São Filipe somente ocorreu em 1890, quando o Município de Conceição do Almeida foi criado por ato do poder executivo estadual datado de 18 de julho de 1890, com o povoado elevado à condição de vila., mudança institucional ocorrida em razão da articulação política realizada pelos latifundiários José Leandro Gesteira e Clementino Correia Caldas. Inclusive, o primeiro intendente municipal nomeado para chefiar o novo município acabou sendo José Leandro Gesteira, uma dessas lideranças políticas locais
Esta emancipação se deu em um período de grande instabilidade política no estado da Bahia, durante a governo do marechal alagoano Hermes Ernesto da Fonseca, governador nomeado por seu irmão, o presidente Deodoro da Fonseca, que havia substituído o governante civis anterior: o governador Manuel Vitorino, que pediu exoneração em razão de conflitos que tinha com o Governo Provisório central sediado na capital federal.
A vila que sediava o município de Conceição do Almeida foi elevada à categoria de cidade com a promulgação de lei estadual de 17 de agosto de 1909, tendo recebido o nome de Nossa Senhora da Conceição do Almeida. No mesmo ano, houve a mudança do nome do município para Afonso Pena, denominação que perdurou até 1943, quando a denominação oficial da municipalidade voltou ao topônimo original de Conceição do Almeida.
Em 19 de dezembro de 1958, foi inaugurada a Estação Ferroviária de Conceição do Almeida, construída pela companhia estatal V.F.F. Leste Brasileiro junto com o ramal ferroviário de 11 quilômetros que ligava esta cidade com Cruz das Almas em um projeto que visava originalmente alcançar a Estrada de Ferro de Nazaré, ampliando a malha ferroviária no Recôncavo Baiano. Este ramal teve um trem de passageiros que circulou conectando as cidades de Conceição do Almeida e de Cruz das Almas até 1963, quando a estação e o referido ramal ferroviário foram desativados pela V.F.F. Leste Brasileiro.

## Geografia

### Limites
| Noroeste: Castro Alves | Norte: Sapeaçu e Cruz das Almas       | Nordeste: Cruz das Almas             |
| Oeste: Castro Alves    |                                       | Leste: São Filipe e Dom Macedo Costa |
| Sudoeste: Varzedo      | Sul: Santo Antônio de Jesus e Varzedo | Sudeste: Dom Macedo Costa            |

### Demografia
No censo 2010, foi aferida uma população de 17 889 habitantes, segundo o IBGE. Já sua população estimada pelo IBGE em 2021 era de 17 087 habitantes.

### Hidrografia
O município de Conceição do Almeida é banhado pelos seguintes cursos d'água que integram a bacia hidrográfica do Recôncavo Sul:
- Rio Mocambo[11];
- Rio Jaguaripe[11] ;
- Rio Cedro
- Córrego Mutum;
- Rio da Dona;
- Rio Jequitibá.

## Organização Político-Administrativa
O Município de Conceição do Almeida possui uma estrutura político-administrativa composta pelo Poder Executivo, chefiado por um Prefeito eleito por sufrágio universal, o qual é auxiliado diretamente por secretários municipais nomeados por ele, e pelo Poder Legislativo, institucionalizado pela Câmara Municipal de Conceição do Almeida, órgão colegiado de representação dos munícipes que é composto por vereadores também eleitos por sufrágio universal.

### Atuais autoridades municipais de Conceição do Almeida
- Prefeito: Adailton Campos Sobral "Ito de Bega" - PSD (2021/-)[13]
- Vice-prefeito: Adenildo Santos Lopes "Nino de Osana" - PL (2021/-)[13]
- Presidente da Câmara: Glaucia Araújo Alves - PSD (2021/-)[13][14]